# شعور بالدوار
شعور بالدوار (بالإنجليزية: Lightheadedness)‏ أو خفة الرأس، هو إحساس شائع وغير سار عادة بالدوخة أو شعور المرء أنه قد يغمى عليه. يمكن أن يكون الإحساس بالدوار قصير الأجل، طويل الأمد، نادرًا، أو متكررً. بالإضافة إلى الدوخة، قد يشعر المرء كما لو أن رأسه عديم الوزن. قد يشعر الفرد أيضا كما لو أن الغرفة «تدور» أو تتحرك (دوار). معظم أسباب الشعور بالدوار ليست خطيرة وإما أن تُشفى بنفسها بسرعة أو يمكن علاجها بسهولة.
يتطلب الحفاظ على الشعور بالتوازن من الدماغ معالجة مجموعة متنوعة من المعلومات الواردة من العينين، الجهاز العصبي، والأذنين الداخليتين. إذا كان الدماغ غير قادرٍ على معالجة هذه الإشارات، مثل كون الرسائل العصبية متناقضة، أو إذا كانت الأنظمة الحسية تعمل بشكل غير صحيح، فقد يعاني الفرد من الشعور بالأغماء أو الدوخة.
يشبه الشعور بالأغماء إلى حد كبير ما قبل الأغماء. ما قبل الإغماء هو المرحلة المباشرة قبل الإغماء، خاصة في حالات فقدان المجال البصري المؤقت (أي أن الرؤية تصبح «مظلمة» أو «تغلق»).

## الأسباب
يمكن أن يكون الشعور بالدوار ببساطة (والأكثر شيوعا) مؤشرا على نقص مؤقت في الدم أو الأكسجين في الدماغ بسبب انخفاض ضغط الدم، الجفاف السريع من القيء، الإسهال، أو الحمى. تشمل الأسباب المحتملة الأخرى هبوط سكر الدم، فقر الدم، رهاب المرتفعات، فرط التنفس، متلازمة تسرع القلب الانتصابي الوضعي، ونوبات الهلع. يمكن أن يكون أيضا أحد أعراض العديد من الحالات الأخرى، بعضها خطير، مثل مشاكل القلب (بما في ذلك عدم انتظام ضربات القلب أو النوبة القلبية)، مشاكل الجهاز التنفسي مثل فرط ضغط الدم الرئوي أو الانسداد الرئوي، وكذلك السكتة، النزيف، والصدمة. في حالة وجود أي من هذه الاضطرابات الخطيرة، عادة ما يعاني الفرد من أعراض إضافية مثل ألم الصدر، الشعور بتسارع القلب، فقدان الكلام، أو تغيير في الرؤية.
يعاني الكثير من الناس، خاصة مع تقدمهم في العمر، من الدوار إذا نشأوا بسرعة كبيرة من وضع الاستلقاء أو الجلوس. غالبا ما يصاحب الدوار الأنفلونزا، نزلات البرد، أو الحساسية.